# 1993 UB1
1993 UB1 är en asteroid i huvudbältet som upptäcktes den 19 oktober 1993 av den amerikanska astronomen Eleanor F. Helin vid Palomarobservatoriet.